# Litván–Belorusz Szovjet Szocialista Köztársaság
A Litván–Belorusz Szovjet Szocialista Köztársaság (LBSZSZK; litvánul: Lietuvos–Baltarusijos Tarybinė Socialistinė Respublika; fehéroroszul: Літоўска–Беларуская Савецкая Сацыялістычная Рэспубліка; oroszul: Литовско–Белорусская ССР; lengyelül: Litewsko–Białoruska Republika Radziecka) vagy röviden Litbel szocialista berendezkedésű állam volt a mai Fehéroroszország és Litvánia keleti felén 1919-ben, nem egészen öt hónapig. A Litvániai Szocialista Szovjetköztársaság és a Belarussziai Szocialista Szovjetköztársaság egyesítésével jött létre. 1919. július 17-én szűnt meg, miután a lengyel hadsereg megszállta az általa követelt Litvánia és Fehéroroszország nyugati vidékeit a lengyel–szovjet háború alatt.

## Történelmi háttere
Az első világháború lezárását követően, 1918 novemberében Szovjet-Oroszország nyugat felé indított támadást, szorosan követve a visszavonuló német hadsereget. Az akkori szovjet történetírók szerint ezzel vette kezdetét a proletariátus világforradalma, amelyet Kelet-Európában létrehozandó szovjetköztársaságokkal egészítettek ki. 1918. december végére a bolsevik csapatok elérték Litvánia határait. Ugyanakkor a balti államokat akadálynak és hídnak is tartották, ahonnan támogatva a német és magyar forradalmat, nyugatra vonuljanak.
1918. december 16-án létrejött a Litvániai Szocialista Szovjetköztársaság, majd nem sokkal később, 1919. január 1-jén a Belarussziai Szocialista Szovjetköztársaság. A két új, de gyenge kommunista államot a frissen létrejött Litvániai, illetve Belarussziai Kommunista Párt irányította, azonban egyikük sem élvezte a társadalom nagyfokú bizalmát. A lengyel–szovjet és a litván–szovjet háborúk katonai kudarcaival szembesülve a szovjetek úgy döntöttek, hogy megerősítik kelet-európai pozíciójukat és a két szovjetköztársaságot 1919. február 27-én egyesítették. A kommunista pártokat is egybeolvasztották Litván–Belorussziai Kommunista Párt néven.[forrás?]

## A rövid életű állam
A Litván és Belorusz Szocialista Szovjetköztársaság egyesülését sem Litvániában, sem Fehéroroszországban nem fogadták kitörő örömmel. A fehéroroszok emellett úgy tekintettek az egyesülésre, mint Litvániához való csatlakozást (annexiót) és a fehérorosz nacionalizmus kizsákmányolását látták, csupán taktikai okokból. Egyes fehérorosz nacionalisták, mint Zmicer Zsilunovics, lemondtak politikai posztjukról. Moszkva azonban ragaszkodott ehhez, és az egyesülést az az Adolf Ioffe felügyelte, aki kijelölte az új állam kormányának tagjait. Az új kormányt Vincas Mickevičius-Kapsukas vezette, aki a Népbiztosok Tanácsának elnöke volt (a miniszterelnöki cím megfelelője). A tanács tagjai mind litván származásúak voltak, fehéroroszok nem lettek tagjaik. A kormányt (és magát az államot is) az Oroszországi SZSZSZK-tól kapott hitelek tartották fenn. A modern történészek ezt "mesterséges teremtésnek" és "fikciónak" nevezték el.
Az állam fővárosa hivatalosan Vilnius volt. Áprilisban a kormány Minszkbe helyezte át székhelyét, miután Vilniust elfoglalta a lengyel hadsereg a vilnai offenzívában. Vlagyimir Iljics Lenin szovjet vezető azt remélte, hogy a lengyel kommunista, Julian Marchlewski útján megkezdi a béketárgyalásokat Lengyelországgal, és 1919. július 17-én hivatalosan megszüntette a Litván–Belorusz Szovjet Szocialista Köztársaságot. Minszket 1919. augusztus 8-án foglalták el a lengyelek, aminek következtében a Litbel kormánya – amely ekkor már hivatalosan nem létezett – Szmolenszkbe menekült. 1919 nyarának végére a Litbel teljes területe idegen csapatok megszállása alá került.

## Következmények
1919 szeptemberében a szovjetek már elismerték Litvánia függetlenségét, és béketárgyalásokat kezdeményeztek a litván kormánnyal. A szovjetek és a litvánok között 1920. július 12-én köttetett meg a béke. Amikor a szovjet csapatok ismét támadásba lendültek, elfoglalták Minszket, majd létrehozták a Belorusz Szovjet Szocialista Köztársaságot 1920. július 31-én. A diplomáciai elismerés és a békeszerződés ellenére a szovjetek puccsot terveztek a litván kormány megdöntésére és a Litván–Belorusz Szovjet Szocialista Köztársaság visszaállítására. Ugyanekkor a szovjet csapatok Varsó alatt meghátrálásra kényszerültek. Egyes történészek a lengyel győzelmet tartják Litvánia megmentőjének a szovjet puccstól. A lengyel–szovjet határt a rigai békében határozták meg, amivel a Belorusz SZSZK nyugati fele Lengyelországhoz került.

## A Népbiztosok Tanácsának tagjai
A Népbiztosok Tanácsának tagjai 1919. február 27-én:
- Külügyi biztos: Julian Marchlewski
- Belügyi biztos: Zigmontas Antanas Aleksa
- Élelmezési biztos: Moiszej Kalmanovics
- Munkaügyi biztos: Szemjon Dimanstejn
- Pénzügyi biztos: Aron Vajnstejn
- Közlekedésügyi biztos: Aleksandras Jakševičius
- Mezőgazdasági biztos: Vaclovas Bielskis
- Oktatásügyi biztos: Julian Leszczyński
- Posta- és távíróügyi biztos: Karl Rozental
- Igazságügyi biztos: Mieczysław Kozłowski
- Hadügyi biztos: Józef Unszlicht
- Egészségügyi biztos: Petras Avižonis
- Népi gazdaság biztosa: Vladimir Ginzburg
- Szociális ügyek biztosa: Josif Oldak

## Fordítás
Ez a szócikk részben vagy egészben  a   Lithuanian–Byelorussian Soviet Socialist Republic című angol Wikipédia-szócikk ezen változatának fordításán alapul.  Az eredeti cikk szerkesztőit annak laptörténete sorolja fel. Ez a jelzés csupán a megfogalmazás eredetét és a szerzői jogokat jelzi, nem szolgál a cikkben szereplő információk forrásmegjelöléseként.